# Trichorhina micros
Trichorhina micros is een pissebed uit de familie Platyarthridae. De wetenschappelijke naam van de soort is voor het eerst geldig gepubliceerd in 1913 door Gustav Budde-Lund.